# Каподистрия, Августин
Августи́н Каподи́стрия (греч. Αυγουστίνος Καποδίστριας; 6 ноября 1778, Керкира, Ионические острова — 19 апреля 1857, Санкт-Петербург) — греческий государственный деятель, второй президент Греции, шестой премьер-министр Греции.
Младший брат Иоанна Каподистрия.

## Биография
Августин Каподистрия родился в 1778 году на острове Корфу, где отец его, Антон Каподистрия (1741—1819), потомок семьи, переселившейся на Корфу в конце XIV века из городка Капо д’Истрия, занимал разные почётные должности на службе у венецианского правительства.
С 1828 года служил на разных должностях в Греции, при этом обнаружил весьма скромные способности.
В 1831 году, после убийства брата заговорщиками, был президентом временного правительства, затем (20 декабря 1831) избран временным правителем, но после нескольких восстаний сложил с себя власть, 13 апреля 1832, и вернулся на остров Корфу.